# التفاعل شبه الوسيط
التفاعل شبه الوسيط هو مفهوم في علم الاتصال يصف تفاعلًا أحاديًا بين الأشخاص، وهو موجه نحو نطاق غير محدد من المتلقين المحتملين. فهو ينطوي على عدم تناسق أساسي بين المنتجين والمتلقين. بعض الأمثلة على التفاعل شبه الوسيط هي التلفزيون والراديو والصحف وغيرها من أشكال وسائل الإعلام.

## تاريخ
وقد تم تطوير هذا المفهوم من قبل عالم الاجتماع جون بروكشير طومسون، وهو أستاذ في جامعة كامبريدج. تم توثيق هذا المفهوم لأول مرة في كتابه "صعود التفاعل الوسيط" الذي نشر عام 1995 في كامبريدج بالمملكة المتحدة. طور طومسون إطارًا مفاهيميًا لتحليل أشكال الفعل والتفاعل التي تخلقها وسائل الإعلام. لقد أراد التركيز على أنواع المواقف التفاعلية التي تخلقها وسائل الإعلام. كما أراد الإطار التحليلي أن يدرس بعض السمات التفاعلية للعلاقات الاجتماعية التي تقيمها وسائل الإعلام.
لقد ابتكر هذا المفهوم في جزء من نظريته في التفاعل. تتألف نظرية الخطوات الثلاث من التفاعل وجهاً لوجه، والتفاعل عبر الوسيط، والتفاعل شبه الوسيط. يتشارك الأشخاص وجهًا لوجه في الزمان والمكان، نظرًا لأنهم مشاركين في الحضور والتفاعل، فإن إرسال الرسالة واستقبالها منفصلان في الزمان والمكان.
| الخصائص التفاعلية                                                           | التفاعل وجها لوجه                             | التفاعل الوسيط                                     | التفاعل شبه الوسيط                                 |
| --------------------------------------------------------------------------- | --------------------------------------------- | -------------------------------------------------- | -------------------------------------------------- |
| الزمان والمكان                                                              | الزمان والمكان مشتركين بين المنتجين والمتلقين | الزمان مشترك ولكن المكان غير مشترك                 | الزمان والمكان غير مشتركين                         |
| مجموعة الإشارات الرمزية                                                     | تعدد الإشارات الرمزية بين المنتجين والمتلقين  | تضييق نطاق الإشارات الرمزية بين المنتجين والمتلقين | تضييق نطاق الإشارات الرمزية بين المنتجين والمتلقين |
| عرض حركي                                                                    | موجه نحو آخرين محددين                         | موجه نحو آخرين محددين                              | موجهة نحو مجموعة غير محددة من المتلقين             |
| الحوارية / الأحادية                                                         | حوارية                                        | حوارية                                             | أحادية                                             |
| جدول 1: الفروقات بين التفاعل وجها لوجه والتفاعل الوسيط والتفاعل شبه الوسيط. |                                               |                                                    |                                                    |

## المباني الأساسية والنهج
التفاعل شبه الوسيط هو أحادي بطبيعته ويتضمن إنتاج أشكال رمزية لمجموعة غير محددة من المتلقين المحتملين. يخلق التفاعل شبه الوسيط نوعًا معينًا من الوضع الاجتماعي الذي يرتبط فيه الأفراد ببعضهم البعض في عملية الاتصال والتبادل الرمزي. إنها حالة منظمة ينخرط فيها بعض الأفراد في المقام الأول في إنتاج أشكال رمزية للآخرين غير الموجودين جسديًا، بينما ينخرط آخرون في المقام الأول في تلقي أشكال رمزية منتجة لا يمكنهم الاستجابة لها، ولكن يمكنهم تكوين روابط معهم مثل: الصداقة او المودة أو الولاء.
يعتمد التفاعل شبه الوسيط على العلاقات الاجتماعية التي تقيمها وسائل الاتصال الجماهيري. نظرًا لأنه من المستحيل أن تكون وسائل الإعلام تفاعلية حقيقية، فإن التفاعل شبه الوسيط هو محاكاة للتفاعل. من المعتاد أن تحاول وسائل الإعلام محاكاة التواصل بين الأشخاص وإضفاء طابع شخصي على اتصالاتهم (مثل المكالمات الهاتفية). هناك تركيز آخر لشبه التفاعل الوسيط وهو أيضًا على دستور الزمكان. يوصف بأنه فصل للسياقات مع توافر ممتد في الزمان والمكان.
يمكن أيضًا دمج شبه التفاعل الوسيط مع تفاعلات أخرى مثل وجهاً لوجه، حيث يمكن للأشخاص الجلوس في غرفة معًا وإجراء مناقشة أثناء مشاهدة التلفزيون. في علاقة مماثلة، قد يتضمن البرنامج التلفزيوني تفاعلًا وجهًا لوجه مع لجنة وجمهور، على الرغم من أن البرنامج يظل في المقام الأول شكلاً من أشكال التفاعل شبه الوسيط.